# لیودمیلا پکور
لیودمیلا پکور (اوکراینی: Людмила Михайлівна Пекур؛ زادهٔ ۶ ژانویهٔ ۱۹۸۱) بازیکن فوتبال اهل اوکراین است.
وی همچنین در تیم ملی فوتبال زنان اوکراین بازی کرده‌است.